# Такут: Обличчя страху
Такут: Обличчя страху (англ. Takut: Faces of Fear) — індонезійський фільм жахів.

## Сюжет
В основу цього фільму покладено кілька сюжетів, знятих різними режисерами. Начебто не стикаючись між собою, вони все-таки мають одну загальну думку — вони показують природу страху.
У фільмі показано зіткнення двох світів — реального та потойбічного, проте зображене як реалістичні події. Всі сюжети побудовані на справжніх людських почуттях і емоціях, які люди відчувають щодня, а елемент фантастики, так би мовити, додає гостроти й пікантності.

## У ролях
- Фаузі Бааділа — Андре
- Ева Челіа Латджуба
- Майк Мульярдо
- Дінна Олівія — Ная
- Лукман Сарді — Баю
- Шанті — Сара
- Марселла Заліанті — Дайнна